# 三竿健斗
三竿健斗（1996年4月16日—），日本職業足球員，前日本國家足球隊成員，現效力葡超球隊辛達卡拉。

## 俱樂部生涯
三竿健斗自小學時便加入東京綠茵的青年隊，在青少年時期，主打防守中場。
2014年4月，正式與東京綠茵簽訂職業合同，2015年賽季開始為東京綠茵一線隊出戰。2015年3月8日，在日乙開幕戰主場面對大阪櫻花的比賽中，為東京綠茵首次上場。
一年後，轉會至日职勁旅鹿島鹿角。2016年，在日職開幕戰面對大阪飛腳的比賽中第一次為鹿島鹿角出戰。4月16日面對湘南比馬的比賽，三竿健斗替補上場，與兄弟三竿雄斗第一次在赛場上对决。聯賽第31輪面對札幌岡薩多的比賽中，完成在鹿島的處子進球。那個賽季，幫助球隊奪得了日職以及天皇盃冠軍，並参加了世俱盃。2018年，三竿健斗幫助鹿島鹿角首次夺得亞冠聯賽冠軍。
鹿島鹿角官方宣佈，日本中場三竿健斗將轉會加盟葡超球隊辛達卡拉。

## 國家隊生涯
2017年，三竿健斗由於在聯賽中的出色表現，入選哈利霍季奇出征2017年東亞盃的大名單，在12月16日對陣南韓的比賽中，首次代表國家隊出場。
2018年5月，入選日本國家足球隊出征2018年俄羅斯世界盃的名單。

## 外部連結
- National Football Teams（页面存档备份，存于）
- 鹿島アントラーズによる公式プロフィール
- 三竿健斗的X（前Twitter）
- 三竿健斗的Instagram帳戶
- 三竿健斗 – FIFA國際賽競賽紀錄 (存檔)（英文）